# Рінгсгайм
Рінгсгайм (нім. Ringsheim) — громада в Німеччині, знаходиться в землі Баден-Вюртемберг. Підпорядковується адміністративному округу Фрайбург. Входить до складу району Ортенау.
Площа — 11,31 км2. Населення становить 2428 ос. (станом на 31 грудня 2020).